# Philereme umbraria
Philereme umbraria är en fjärilsart som beskrevs av John Henry Leech 1891. Philereme umbraria ingår i släktet Philereme och familjen mätare. Inga underarter finns listade i Catalogue of Life.